# Anna Idström
Anna Idström (* 1974) ist eine finnische Autorin und Sprachwissenschaftlerin aus Helsinki.

## Leben
Anna Idström absolvierte ein Studium der Finnougristik an der Universität Helsinki. Als Wissenschaftlerin hat sie sich seit ihrer Masterarbeit (2005) mit Phraseologismen beschäftigt und vor allem zum Inarisamischen gearbeitet. Mit einer Dissertation im Themenbereich wurde sie 2010 an der Universität Helsinki promoviert.
Ihr Debütroman Taivaankalat (2022; deutsch etwa „himmlische Fische“) ist eine Autofiktion, die den Wissenschaftsbetrieb in Finnland beschreibt.

## Veröffentlichungen (Auswahl)

### Wissenschaft
- 2010 Inarinsaamen idiomisanakirja, Inari: Saamelaiskäräjät (mit Hans Morottaja)
- 2012 Endangered Metaphors, Amsterdam: Benjamins (Hrsg. mit Elisabeth Piirainen)
- 2010 Inarinsaamen käsitemetaforat, Helsinki: Finnisch-Ugrische Gesellschaft